# Michelle Keegan
Michelle Elizabeth Benson Keegan, född 3 juni 1987 i Stockport, Greater Manchester, är en brittisk skådespelerska. Hon är främst känd för sin roll som Tina McIntyre i tvåloperan Coronation Street.

## Filmografi i urval
- 2008-2014 - Coronation Street
- 2009 - Red Dwarf
- 2015 - Our Girl
- 2025 – Ten Pound Poms (TV-serie)